# Eutropis brevis
Eutropis brevis — вид сцинкоподібних ящірок родини сцинкових (Scincidae). Ендемік Індії.

## Поширення і екологія
Eutropis brevis поширені в штаті Керала на півдні Індії.